# Emerson Harrington
Emerson Columbus Harrington, född 26 mars 1864 i Madison, Dorchester County, Maryland, död 15 december 1945 i Cambridge, Maryland, var en amerikansk demokratisk politiker och jurist. Han var guvernör i delstaten Maryland 1916–1920.
Efter studierna vid St. John's College var Harrington verksam som lärare och som advokat i Dorchester County. Därefter arbetade han som åklagare i countyt innan han tjänstgjorde som delstatens chefsrevisor (Comptroller of Maryland) 1912–1916. Harrington efterträdde 1916 Phillips Lee Goldsborough som guvernör och efterträddes 1920 av Albert Ritchie. Efter den politiska karriären gick han i näringslivets tjänst som bankdirektör. Han arbetade senare även som sjukhusdirektör i Cambridge. Anglikanen Harrington gravsattes på Christ Episcopal Church Cemetery i Cambridge.